# 나수윤
나수윤(1986년 7월 7일 ~ )은 대한민국의 여자 배우이다. 2005년 상명대학교에 입학하여 영화학을 전공하였다. 상명대 재학 시절부터 《순간을 믿어요》, 《알바당 선언》 등 여러 단편 영화에 출연하였고, 영화 《시간》, 《순정만화》 등에도 단역으로 출연하였다. 2011년 개봉한 영화  《도약선생》이 본격적인 영화 데뷔작으로, 그녀가 출연한 단편 영화를 본 윤성호 감독에 의해 캐스팅되었다. 별명은 ‘상뮤(상명대 뮤즈)’이다.

## 학력
- 상명대학교 영화학과 졸업

## 출연 작품

### 영화
- 《오렌지 마말레이드》 (2003년)
- 《시간》 (2006년) - 소개팅여2 역
- 《순간을 믿어요》 (2007년) - 정은 역
- 《알바당 선언》 (2008년) - 알바생 역
- 《순정만화》 (2008년) - 여고생1 역
- 《미얀마 선언》 (2010년) - 알바생 역
- 《오리인형표류기》 (2011년) - 난아 역
- 《Tchin, tchin!》 (2011년) - 정은 역
- 《도약선생》 (2011년) - 나원식 역
- 《의뢰인》 (2011년) - 안 교수 조교 역
- 《깁스를 한 남자》 (2012년)
- 《돌아가는 관람차》 (2012년) - 세례 역
- 《영화의 완성》 (2012년) - 현정 역
- 《아임파인》 (2013년)
- 《마녀》 (2014년) - 이선 역
- 《겨울 영화》 (2014년)
- 《럭키》 (2016년) - 짝사랑 녀 역
- 《원라인》 (2017년) - 민재 대출 직원 역
- 《크게 될 놈》 (2019년) - 여순경 역
- 《그녀에게》 (2024년) - 특수교사 역

### 드라마
- 《할 수 있는 자가 구하라》 (2012년, MBC 에브리원) - 나인턴 역
- 《썸남썸녀》 (2014년, 웹드라마) - (특별출연)
- 《프로듀사》 (2015년, KBS2)
- 《굿 와이프》 (2016년, tvN) - 검찰청 김단의 친구 역
- 《언니는 살아있다》 (2017년, SBS)
- 《하이바이, 마마!》 (2020년, tvN)